# Bjørn Lomborg
Bjørn Lomborg (født 6. januar 1965 på Frederiksberg) er en dansk politolog og debattør, der er blevet internationalt kendt på grund af bøger og artikler med hovedtesen, at mange forudsigelser og påstande fra miljøforkæmpere er overdrevne. Lomborg var lektor i statskundskab ved Aarhus Universitet, da han i 1998 forfattede en række kronikker i Politiken, der satte gang i en meget omfattende debat om hans udsagn. Senere samme år uddybede han sine kontroversielle synspunkter i bogen Verdens sande tilstand, der også vakte stor international opmærksomhed, da den i 2001 blev udgivet på engelsk med titlen The Sceptical Environmentalist. Lomborg har siden opgivet sin akademiske karriere, men i en række forskellige stillinger og med adskillige bog- og artikeludgivelser udviklet sine synspunkter, bl.a. om den globale opvarmning.
Siden 2012 har han været bosat i Prag.

## Karriere

### Tidlig karriere
Bjørn Lomborg blev kandidat i statskundskab (cand.scient.pol.) i 1991 fra Aarhus Universitet. I 1994 tog han en ph.d.-grad ved Københavns Universitet. I hans tidlige karriere lå Lomborgs akademiske interesse bl.a. i simulationer af strategier indenfor spilteori. I 1996 blev Lomborgs artikel "Nucleus and Shield: Evolution of Social Structure in the Iterated Prisoner's Dilemma" publiceret i tidsskriftet American Sociological Review. Han blev ansat ved Institut for Statskundskab, Aarhus Universitet som adjunkt i 1994 og fra 1996 som lektor. I 1994-2001 underviste Bjørn Lomborg bl.a. i statistik på Institut for Statskundskab, og han er derfor ofte blevet omtalt som statistiker. Han er imidlertid ikke cand.stat., men cand.scient.pol., så politolog er den korrekte betegnelse. Det var mens han var ansat som lektor i Aarhus, at han i 1998 skrev de fire kronikker i Politiken, som blev starten på hans berømmelse.

### Institut for Miljøvurdering
Efter en opfordring fra Bjørn Lomborg lod statsminister Anders Fogh Rasmussen oprette et nyt miljøinstitut, Institut for Miljøvurdering (IMV), da Regeringen Anders Fogh Rasmussen I trådte til i 2001, og i februar 2002 blev Lomborg udnævnt til direktør for instituttet, en stilling han dog valgte at forlade efter halvandet år i juli 2004. IMV's bestyrelse udpegede derpå Peter Calow som ny direktør for IMV. Instituttet overlevede dog kun nogle få år efter Lomborgs afgang, da det i 2007 blev nedlagt som selvstændig institution i forbindelse med oprettelsen af Det Miljøøkonomiske Råd.

### Copenhagen Consensus
Efter arbejdet i IMV vendte Lomborg sommeren 2004 tilbage som lektor i statskundskab ved Aarhus Universitet, men forlod igen sin stilling her den 1. februar 2005. Han var adjungeret professor på Copenhagen Business School 2005-15 og fra januar 2006 ansat sammesteds som leder af det med statslige midler nyoprettede Copenhagen Consensus Center, der bl.a. afviklede Copenhagen Consensus-konferencen i 2008. Efter regeringsskiftet i 2011 standsede bevillingen til centeret. Copenhagen Consensus Center forlod derpå CBS, men fortsatte som en privat institution, der i dag drives som en amerikansk organisation med adresse i Massachusetts, fortsat med Bjørn Lomborg som chef.

### Bosat i Prag
I 2012 flyttede Bjørn Lomborg til Prag, hvor han siden har været bosat, efter eget udsagn som en direkte konsekvens af, at den danske stats opbakning til ham og finansielle støtte til hans center bortfaldt. Han rejser dog rundt i verden over halvdelen af året. Blandt en række andre aktiviteter er Lomborg fast klummeskribent for det internationale syndikeringsbureau Project Syndicate, der har en række af verdens største aviser som abonnenter.

### Australian Consensus Centre
I 2014 var Lomborg involveret i planer om at oprette et Consensus Centre i Australien med tilsvarende opgaver som det oprindelige Copenhagen Consensus Center. I samarbejde med bl.a. University of Western Australia blev det i 2014 aftalt, at Lomborg skulle være leder af sådan et center. Efter stærk modstand fra både offentligheden og mange medarbejdere på universitetet blev projektet dog aflyst i maj 2015.

## Kronikker ogVerdens sande tilstand
I 1998 skrev Lomborg fire kronikker i Politiken om sine kontroversielle tanker om, at de mest publicerede påstande og forudsigelser om en række miljøproblemer var forkerte. Lomborg var blevet inspireret til kronikkerne af at have læst den amerikanske økonom Julian Simons tilsvarende holdninger. Aviskronikkerne vakte meget stor opsigt i offentligheden, og der fulgte en ophedet debat. Efter Lomborgs udsagn blev der trykt mere end 400 artikler i de større danske dagblade.
Lomborg videreførte sine tanker samme år i bogen Verdens sande tilstand, der udkom på engelsk 2001 som The Sceptical Environmentalist. Den er oversat til en lang række sprog. Alumnenetværket University of Cambridge Programme for Sustainability Leadership valgte i 2007 The Sceptical Environmentalist som en af "top 50 sustainability books" (top 50 bøger om bæredygtighed).

## Cool It
I september 2007 udgav Lomborg i USA bogen Cool It, hvori han gentager sin skepsis over prioriteringer i miljødebatten samt kritik af Kyoto-aftalen. Lomborg anerkendte igen i Cool it, at menneskets afbrænding af fossile brændstoffer har indflydelse på jordens klima, men anfægtede, at der er videnskabeligt belæg for, at konsekvenserne er så katastrofale som spået. Lomborgs synspunkt var, at menneskeheden står overfor en bred vifte af udfordringer i det nye århundrede, og at den globale opvarmning ikke er den mest presserende ud fra et økonomisk cost-benefit-synspunkt. Lomborg foreslog i Cool it, at en mere langsigtet klimastrategi med beskedne fossil-CO2-skatter, en satsning på forskning i ikke-fossile energikilder og energibesparende teknologier skulle erstatte Kyotoaftalens kvoteordninger.
Bogen skabte ligesom forgængerne en del kontroverser. En anmeldelse i avisen Washington Post i september 2007 slutter med at karakterisere bogen som "et skjult angreb på menneskehedens fremtid".
Samtidig medtog den engelske avis The Guardian Bjørn Lomborg på en liste over 50 personer, som kunne redde jorden.
Bogen blev udgivet på dansk i efteråret 2007 med titlen Køl af. I en kritisk anmeldelse mente Svend Auken, at "Hvis ’Køl af’ skal læses, bør det ske med forsigtighed," og angav for eksempel at en af FN's Klimapanels rapporter "lodret modsiger alle [Lomborgs] påstande om de store omkostninger ved at bremse op for de store klimaforandringer."

## Copenhagen Consensus on Climate 2009
I september 2009 var Lomborg hovedmanden bag konferencen Copenhagen Consensus on Climate, der blev afholdt på Georgetown University i Washington DC. Her blev forskellige løsninger på klimaforandringerne drøftet af en række primært økonomer. Deltagerne prioriterede, at der skulle bruges flere midler på forskning i teknologiske klimaforbedringer (bl.a. forslag om geoengineering og grøn energi, men udtrykte skepsis overfor udbredt brug af CO2-afgifter. Sammen med den amerikanske avis The Wall Street Journal udgav Bjørn Lomborg i løbet af efteråret 2009 en række artikler om verdens ofre for global opvarmning set fra Copenhagen Consensus.

## Kritik af videnskabelig troværdighed
Bjørn Lomborgs artikler i aviser som The Wall Street Journal og The Telegraph er gentagne gange blevet kontrolleret af Climate Feedback, et verdensomspændende netværk af forskere, der kollektivt vurderer troværdigheden af den indflydelsesrige mediedækning af klimaændringer. I alle tilfælde lå den videnskabelige troværdighed mellem "lav" og "meget lav". Climate Feedbacks forskere konkluderer, at Lomborg i ét tilfælde "practices cherry-picking", i et andet tilfælde, at han "had reached his conclusions through cherry-picking from a small subset of the evidence, misrepresenting the results of existing studies, and relying on flawed reasoning", i et tredje tilfælde, at "[his] article [is in] blatant disagreement with available scientific evidence, while the author does not offer adequate evidence to support his statements", og i et fjerde tilfælde, at "The author, Bjorn Lomborg, cherry-picks this specific piece of research and uses it in support of a broad argument against the value of climate policy. He also misrepresents the Paris Agreement to downplay its potential to curb future climate change."
Nobelpris-modtager i økonomi Joseph E. Stiglitz har anmeldt Lomborgs bog False Alarm  (2020) og kalder den for 'decideret farlig læsning' for folk, der ikke er velinformeret nok om klimaforandringernes omstændigheder på forhånd.

## Privatliv
Lomborg er ifølge eget udsagn homoseksuel og vegetar, og kendt for at gå i jeans og T-shirts, selv til formelle forretningsmøder.

## Priser
- One of the world's 100 most influential people – Time Magazine, 2004[24]
- 'Young Global Leader' – World Economic Forum, 2005
- One of the world's 75 most influential people of the 21st century – Esquire, 2008[25]
- One of the "50 people who could save the planet" – UK Guardian, 2008[14]
- One of the top 100 public intellectuals, Foreign Policy & Prospect Magazine, 2008[26]